# أوراكو أموفاه
إيمانويل أووراكو أموفا (من مواليد 8 فبراير 1956 ؛ يُكتب أحيانًا باسم Amofa ) هو سياسي غاني ومحامي من كيبي الذي عمل كعضو في البرلمان الغاني لدائرة أبو أكوا المركزية من 1992 إلى 1996. نائب وزير الاتصال السابق ونائب وزير السياحة. في عام 1992 ، أسس حزب Every Ghana Living Everywhere (EGLE). كمحامي ، عمل في مدينة نيويورك كرئيس تنفيذي لشركة Parking Ticket Busters ، وهي شركة سمسرة تذاكر ، وكمحامي في Amofah Law Firm وكقاضي قانون إداري لمرة واحدة في مكتب مخالفات وقوف السيارات في المدينة. 
درس أموفا القانون في أمريكا وشارك في السياسة في غانا ، حيث عمل نائبًا للسياحة في عهد الرئيس جيري رولينغز . في عام 2000 ، دخل في جدال مع رولينغز حول فشله في اختيار أوبيد أسامواه كنائب له. ترددت شائعات عن Asamoah أنه حصل على أموال من المؤتمر الوطني الديمقراطي (NDC) حتى يتمكن Amofah من الحصول على منصب في الحكومة. أثناء المواجهة ، زُعم أن أموفا صدم الباب بأصابع رولينغز ، مما أدى إلى إصابته. نتيجة لذلك ، ذهب أموفا إلى منفى اختياري في الولايات المتحدة ، حيث أصبح قاضيًا صلحًا في جزيرة ستاتن ، نيويورك .  وانتهت عضويته في EGLE عندما كان خارج البلاد بعد فترة وجيزة. انضم أموفا لاحقًا إلى مؤتمر الحوار الوطني في عام 2002 قبل مغادرته للحزب في عام 2008.
في عام 2013 ، عاد إلى غانا كعضو في الحزب الوطني الجديد ، حيث دعم عمه نانا أكوفو أدو لمنصب في الحكومة. ومع ذلك ، عندما كان أكوفو أدو يترشح للرئاسة ، غير موقفه فيما بعد وادعى أن أكوفو أدو سيكون "أسوأ رئيس لغانا".  عاد أموفا إلى مؤتمر الحوار الوطني في عام 2014 وكان يدعم محاولة جون ماهاما للرئاسة في الانتخابات العامة الغانية لعام 2016 . 